# François Pils
Pour les articles homonymes, voir Pils.
François Pils né le 8 janvier 1785 à Steinakirchen am Forst et mort à Paris le 6 décembre 1867 est un militaire et peintre français.

## Biographie
François Pils est le fils de Georges Pils, propriétaire, et de Madeleine Senfrydin.
En 1800, il s'engage au 51e de ligne, employé dans la musique en qualité de chapeau chinois. En 1804, il passe au 1er grenadier dans la division d'Oudinot qui l'attache à sa personne. Ordonnance, il assiste le général à la bataille d'Austerlitz, à la bataille d'Iéna, de Friedland, d'Essling, de Wagram, à la campagne de Russie, d'Allemagne et de France. Il étudie et dessine les scènes militaires, réalise des croquis pour ses albums, puis en période de paix les porte sur toile.
En 1815, il épouse Suzanne Soudais à Paris. Ils sont valet et femme de chambre du maréchal Oudinot duc de Reggio.
Leurs fils Isidore (1815-1875) et Édouard (1823-1850) seront également peintres.
Devenu veuf en 1829, il épouse en secondes noces Philiberte Pachoux, à Paris en 1831.
Il meurt le 6 décembre 1867 à son domicile du passage Sainte-Marie à Paris et est inhumé dans la même ville au cimetière du Père-Lachaise (54e division).

## Publication
- Journal de marche du grenadier Pils, Paris, Paul Ollendorff, 1895 (en ligne sur google.fr/books).